# إدواردو فيشر
إدواردو فيشر (بالبرتغالية: Eduardo Fischer) هو سباح برازيلي، ولد في 25 مارس 1980 في جوينفيل في البرازيل.

## روابط خارجية
- إدواردو فيشر على موقع الاتحاد الدولي للسباحة (الإنجليزية)
- إدواردو فيشر على موقع اللجنة الأولمبية الدولية (الإنجليزية)
- إدواردو فيشر على موقع أوليمبيديا (الإنجليزية)